# Chaenomeles speciosa
Chaenomeles speciosa (membrillo de flor o flor de melocotón) es una especie  de Chaenomeles, planta de la familia de las rosáceas. Es nativa del este asiático.

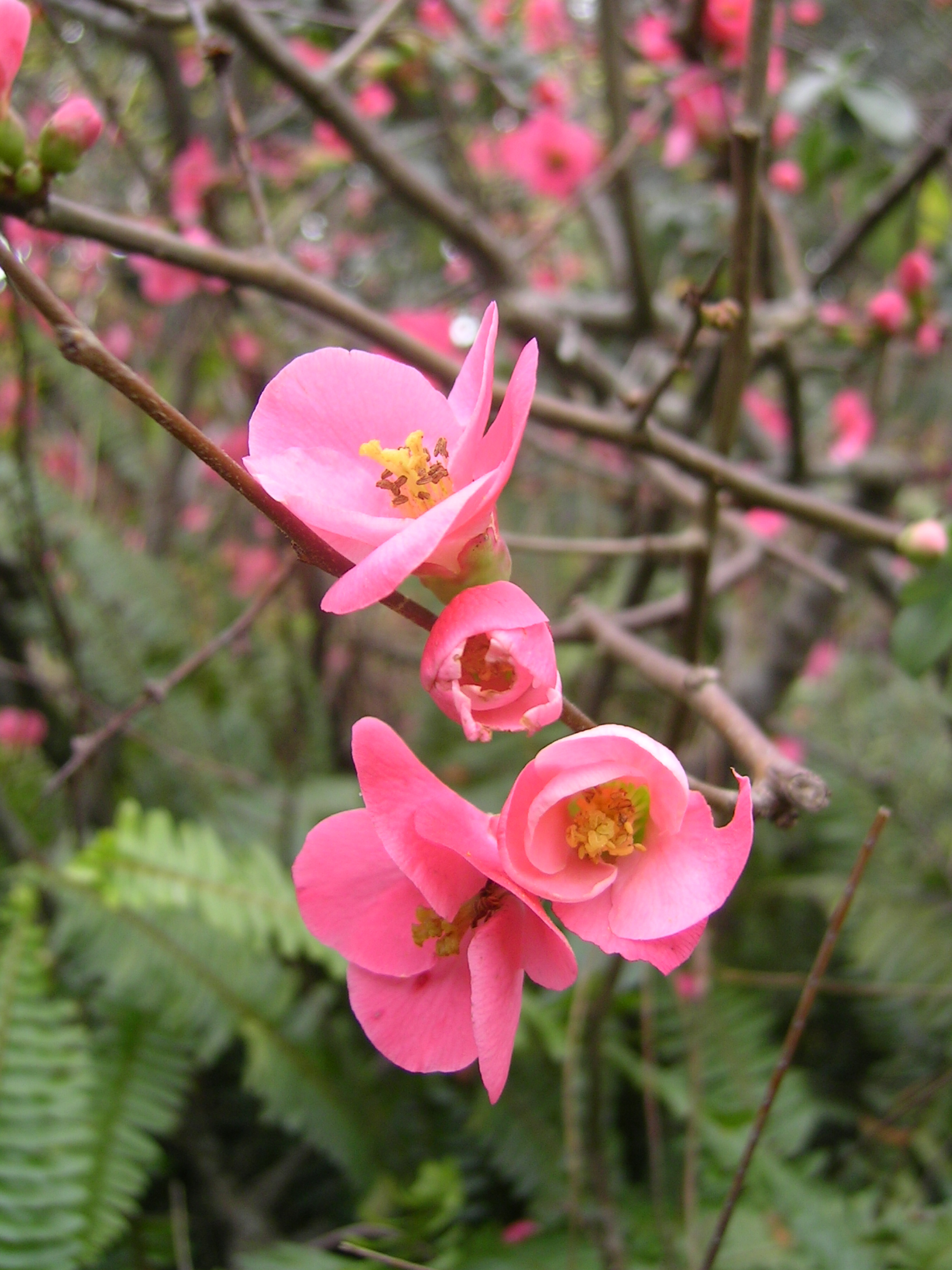
Detalle de las flores

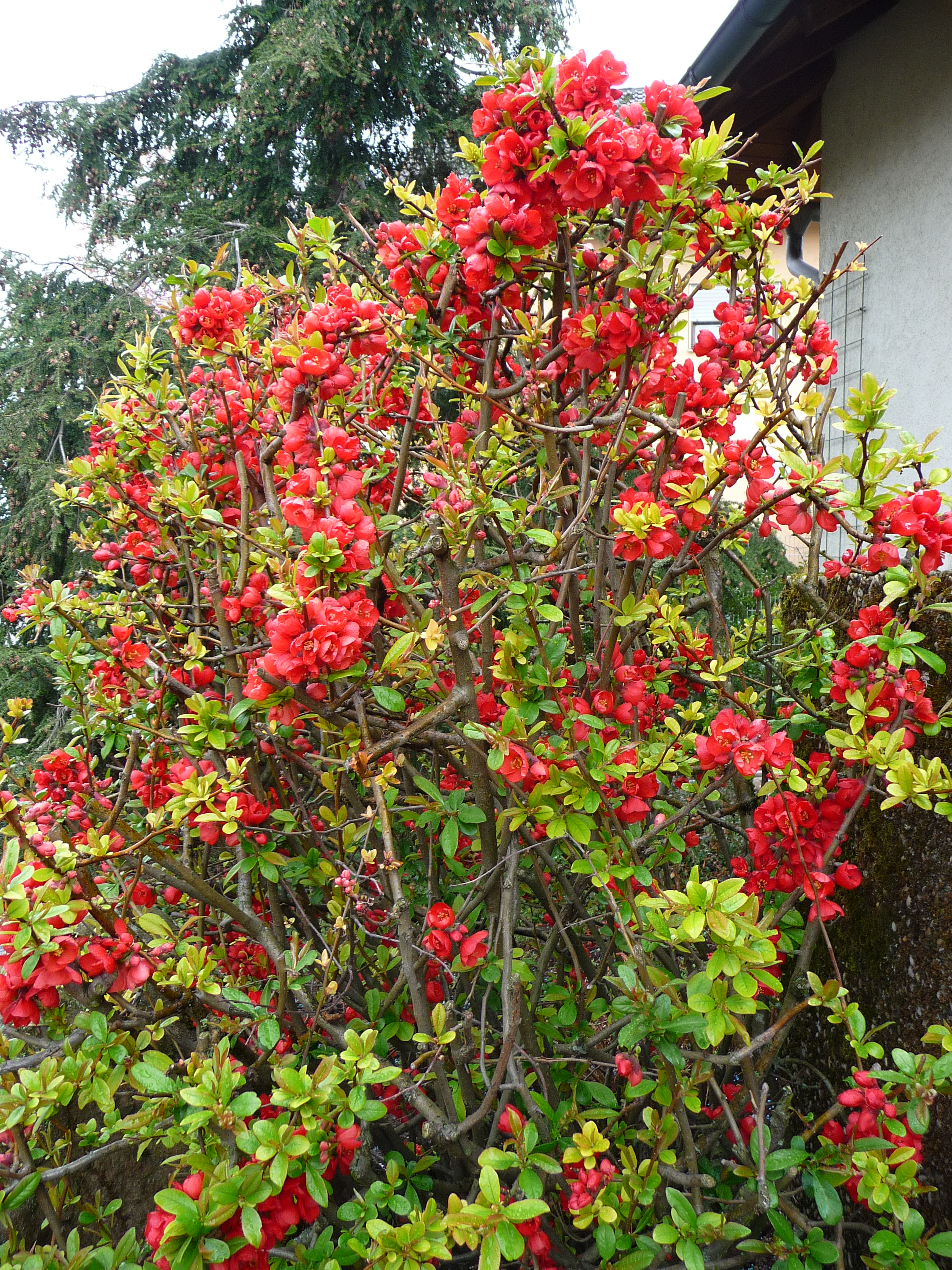
Vista de la planta

## Descripción
Es un arbusto de hoja caduca, que alcanza un tamaño de 2 m de altura, con espinas. Ramitas de color marrón púrpura o marrón negruzco, cilíndricas, glabras, con lenticelas de tonos marrones; y brotes marrón púrpura, triangular-ovoides, glabros o pubescentes, el ápice obtuso. Estípulas reniformes o suborbiculares, rara vez ovadas, de 5-10 mm, herbáceas, glabras, fuertemente  aserradas en el margen, el ápice agudo, con pecíolo de 1 cm, glabrescentes;  láminas de la hoja ovadas a elípticas, rara vez estrechamente elípticas, 3-9 × 1.5-5 cm.
Flores precoces, 3-5-fasciculadas en ramitas de segundo año, 3-5 cm de diámetro. Hipanto campanulado, glabro. Sépalos erectos, suborbiculares, rara vez ovados, de 3-4 mm. Pétalos de color escarlata, raramente rosado o blanco.
El fruto fragante, amarillo o verde amarillento, globoso u ovoide, de 4-6 cm de diámetro. Cromosomas 2n = 34 *.

## Distribución
Se distribuye por Fujian, Gansu, Guangdong, Guizhou, Hubei, Jiangsu, Shaanxi, Sichuan, Xizang, Yunnan en China y Birmania.

## Usos etnomedicinales
Es parte de la medicina tradicional china (TCM) por miles de años. Los frutos son usados para tratar las artritis, edemas de piernas, y dolores musculares.
Indicaciones: Similares a la especie Cydonia oblonga. 

## Taxonomía
Chaenomeles speciosa fue descrita por (Sweet) Nak. y publicado en Japanese Journal of Botany 4(4): 331–332, en el año 1929.
Sinonimia
- Chaenomeles lagenaria  (Loisel.)Koidz.
- Pyrus japonica  Sims. non Thunb.
- Chaenomeles cardinalis (Carrière) Nakai
- Chaenomeles eburnea (Carrière) Nakai
- Chaenomeles japonica var. genuina Maxim.
- Chaenomeles lagenaria (Loisel.) Koidz.
- Cydonia japonica auct.
- Cydonia japonica var. lagenaria (Loisel.) Makino
- Cydonia lagenaria Loisel.
- Cydonia speciosa Sweet basónimo[4][5]